# هنریک گوونبیفسکی
هنریک گوونبیفسکی (انگلیسی: Henryk Gołębiewski؛ زادهٔ ۱۵ ژوئن ۱۹۵۶) بازیگر اهل لهستان است. وی از سال ۱۹۷۰ میلادی تاکنون مشغول فعالیت بوده‌است.
از فیلم‌ها یا برنامه‌های تلویزیونی که وی در آن نقش داشته‌است، می‌توان به یوب، آخرین سلول خاکستری مغز، سفری برای یک لبخند، فرصت دوباره، دوران پیمان‌شکنی، به‌دور از جاده، ما همه مسیح هستیم، ورای تخت جراحی، سال‌های شیرین، اعتصاب، خانه کشیش، مادران، جهان به روایت خانواده کیپسکی، والسا: مرد امید، در خوشی و سختی، ع چون عشق، رنگ‌های خوشبختی، داستان‌های عاشقانه، عشق اول، عروسی، فرشته نیرومند، بدهی و اداره ترافیک اشاره کرد.